# Carabineros a caballo
Los Carabiniers-à-Cheval ("Carabineros a Caballo" en francés) fueron tropas montadas al servicio de Francia.
Sus orígenes se remontan a mediados del siglo XVI, cuando se crearon como elementos de élite de la caballería ligera francesa, armados con carabinas, pero luego evolucionaron gradualmente hacia un estatus semiindependiente durante el siglo XVIII. Solo se convirtieron en unidades independientes en 1788, cuando se creó un cuerpo de caballería pesada de dos regimientos. A partir de las Guerras Revolucionarias Francesas, fueron los regimientos de caballería pesada más antiguos del ejército francés, alcanzaron su mayor prominencia durante las guerras napoleónicas y fueron disueltos en 1871, tras la caída del Segundo Imperio francés.

## Ancien Régime
Los carabineros franceses se mencionan por primera vez en la batalla de Neerwinden en 1693, comandada por el Príncipe de Conti. Aunque su papel original era el de una policía montada similar a la de los gendarmes, como tropas de combate tomaron por primera vez la forma de compañías separadas dentro de cada regimiento de caballería el 29 de octubre de 1691 bajo el mandato de Luis XIV. Sólo más tarde se estableció un regimiento independiente o caballería de reserva en 1693 bajo el mando del duque de Maine. Sin embargo, en ese momento toda la caballería francesa, excepto los gendarmes, se llamaba caballería ligera, y su primer nombre era corps royal des carabiniers, organizado por una brigada de cuatro escuadrones comandados por un teniente coronel.
El Cuerpo fue ampliado a diez escuadrones al comienzo de la guerra de los Siete Años. Su sede estaba en Estrasburgo, donde permaneció durante un siglo. El 13 de mayo de 1758 el Cuerpo fue rebautizado como Carabineros rRales de monsieur le Comte de Provence. En 1762 el Cuerpo fue ampliado a cinco brigadas de treinta escuadras, pero fue reducido a dos regimientos en 1788.

## Guerras Revolucionarias y Napoleónicas

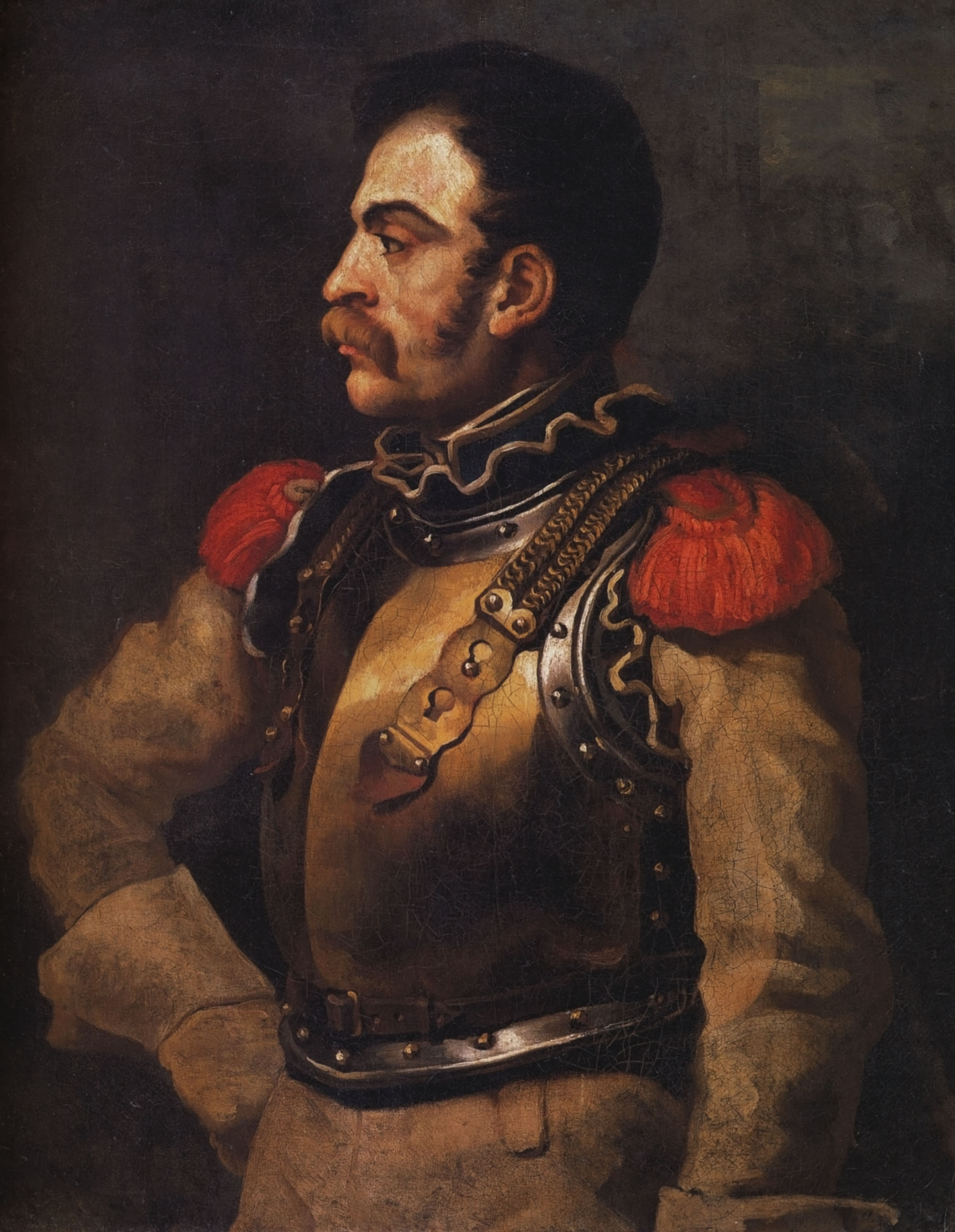
Retrato de un Carabinier-à-cheval por Théodore Géricault (c. 1812)

El 1er y 2º Carabiniers-à-Cheval fueron creados en 1787, como regimientos de caballería pesada. Participaron con distinción en las Guerras Revolucionarias Francesas y en las guerras napoleónicas. Su uniforme fue descrito por el Etat militaire de l'an X (1802): "Traje nacional azul y solapas escarlatas, cuello azul, sombrero de piel de oso, bandolera y cinturón amarillo, con trenza blanca en los bordes. Equipamiento del caballo: silla de montar a la francesa, funda azul con trenza blanca en los bordes, una granada en las esquinas, los adornos de la brida estampados con una granada". Antes de 1810 los Carabiniers-à-Cheval no llevaban una coraza.

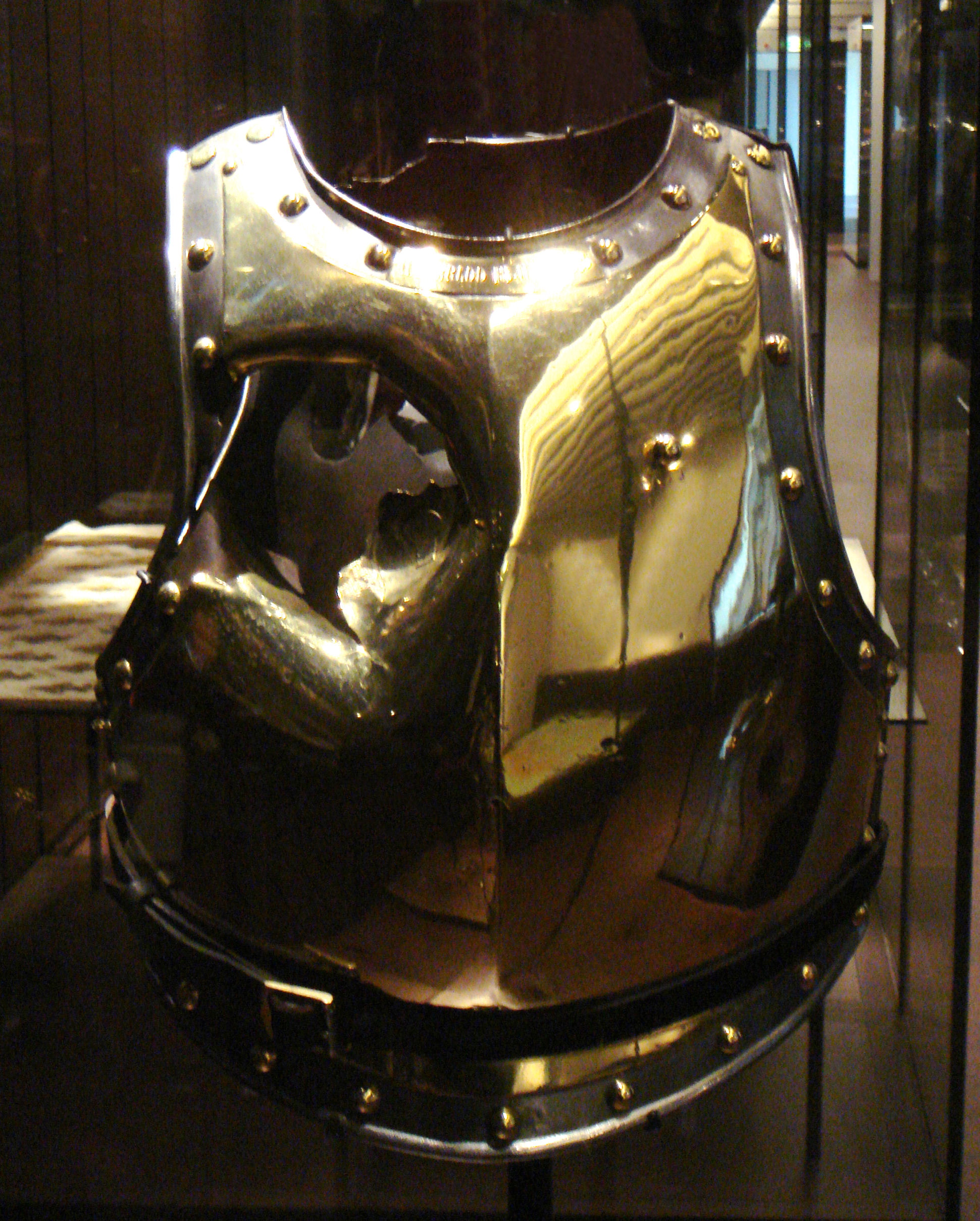
Coraza de un Carabinier-à-Cheval perforada por una bala de cañón en Waterloo, perteneciente a Antoine Fauveau (Musée de l'Armée).

El decreto del 24 de diciembre de 1809 modificó el uniforme de los carabineros: traje blanco, doble coraza de acero (pechera y espaldera) recubierta con una funda de latón (cobre para los oficiales), casco con pico y que cubría la parte posterior del cuello, con una cresta de cobre amarillo dorado decorada con una chenilla de cerdas escarlata. Su armamento incluía una carabina, un sable (de hoja recta antes de c. 1811, luego "a la Montmorency" - con una curva muy ligera) y un par de pistolas.

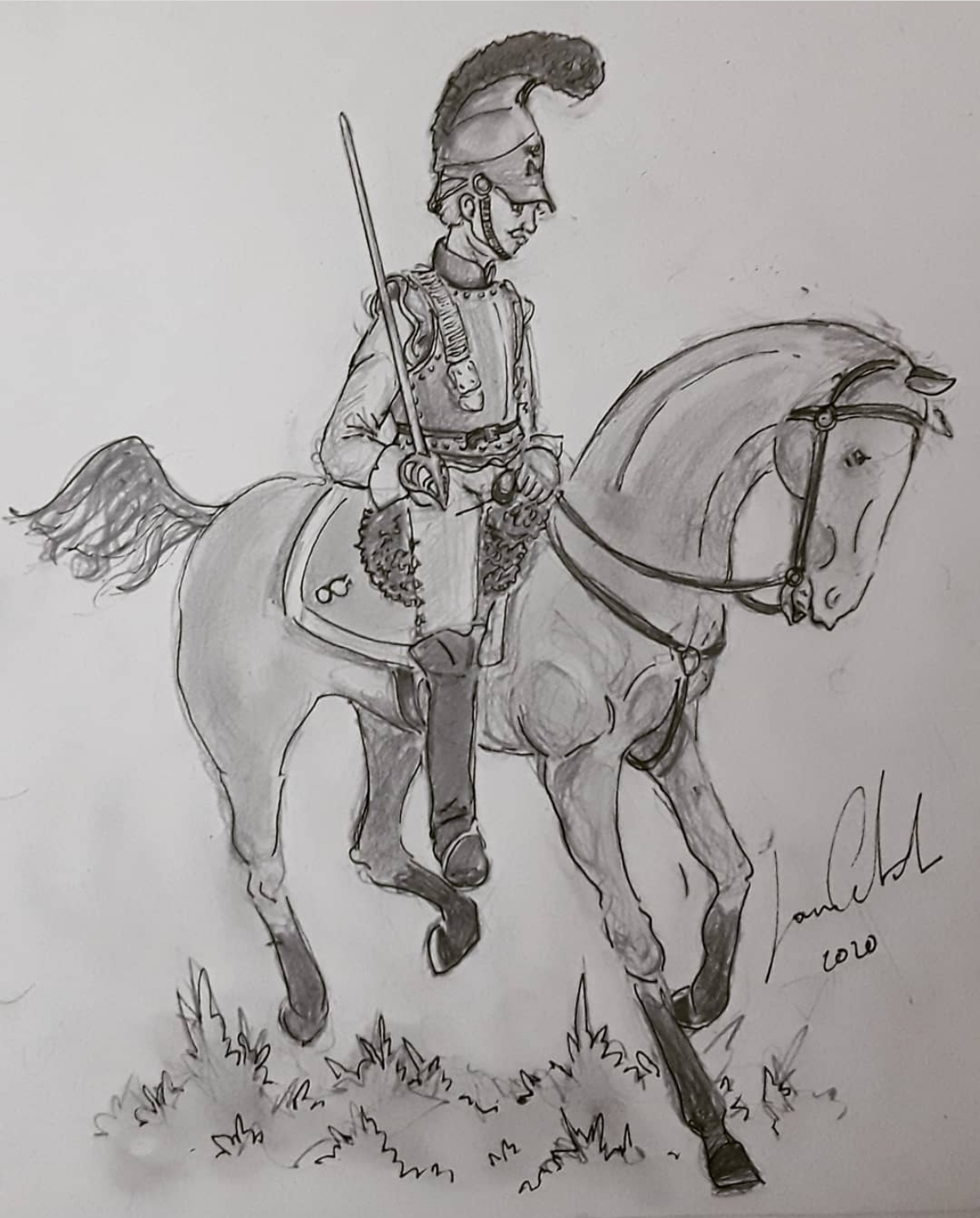
Carabinier à Cheval en Waterloo, 1815 (Autor Joan Catalá)

## sigloXIX
Los carabineros fueron criados de nuevo en forma de dos regimientos en 1824, y su estilo distintivo de casco fue adoptado temporalmente por los coraceros también. Los Carabineros estuvieron presentes en París en junio de 1848 para la creación de la República, cuando se trajeron nueve regimientos para mantener la paz, la primera vez en 200 años que los carabineros volvieron a servir como policía militar. A partir de 1852 los Carabineros formaron parte del Ejército del Segundo Imperio Francés, pero no sirvieron en la guerra de Crimea. Volvieron a servir en 1870 como un regimiento único, pero ahora como parte de la Guardia Imperial. Después de la guerra franco-prusiana, los Carabineros se amalgamaron con el 11º regimiento de Coraceros el 4 de febrero de 1871.
El 1-11e Régiment de Cuirassiers del moderno ejército francés puede, por lo tanto, rastrear su origen, en parte, a los Carabineros del siglo XIX. Por coincidencia, el regimiento actual está estacionado en Carpiagne, en la Provenza, que fue el dominio de su antiguo comandante.